# Journal of the American Medical Association
Journal of the American Medical Association o JAMA és una revista mèdica avaluada per experts publicada 48 vegades a l'any per l'Associació Mèdica Nord-americana. Publica investigacions originals, revisions i editorials que cobreixen tots els aspectes de les ciències biomèdiques. La revista va ser fundada el 1883 amb Nathan Smith Davis com l'editor fundador. L'editor en cap és Howard Bauchner de la Universitat de Boston, qui va succeir a Catherine DeAngelis l'1 de juliol de 2011.

## Història
La revista va ser establerta el 1883 per l'Associació Mèdica Nord-americana i va reemplaçar a les Transaccions de l'Associació Mèdica Americana. El butlletí del conseller va ser reanomenat pel butlletí de l'associació mèdica americana que va ser absorbida més endavant per la revista de l'associació mèdica americana. El 1960 la revista va obtenir el seu títol actual, JAMA: The Journal of the American Medical Association (JAMA: La Revista de l'Associació Mèdica americana). La revista se la coneix comunament com a JAMA.

## Educació mèdica contínua
Continuing Education Opportunities for Physicians (Oportunitats d'educació contínua per als metges) va ser una secció de la revista semestral de proporcionar llistes de nivell regional o nacional d'educació mèdica contínua. JAMA havia proporcionat aquesta informació des de 1937. Abans de 1955, la llista s'elaborava trimestralment o semestralment. Entre 1955 i 1981, la llista estava disponible anualment, ja que el nombre d'ofertes d'educació mèdica contínua va augmentar de 1.000 (1955) a 8.500 (1981). El lloc web de JAMA afirma que estan disponibles per a seminaris web d'ofertes d'educació mèdica contínua.

## Publicació d'article per Barack Obama
L'11 de juliol de 2016 JAMA va publicar un article de Barack Obama titulat "Estats Units reforma l'atenció de la salut: el progrés fins a la data i els propers passos", que va ser el primer treball acadèmic publicat per un president nord-americà en sessió. L'article no va ser sotmès a una avaluació d'experts cecs i va advocar per polítiques específiques que els futurs presidents podrien seguir per tal de millorar la implementació de la reforma de l'atenció mèdica nacional.

## Canvi de política
Després del controvertit acomiadament d'un editor en cap, George D. Lundberg, es va posar en marxa un procés per garantir la llibertat editorial. Es va crear un comitè de supervisió de set membres per avaluar l'editor en cap i ajudar a assegurar la independència editorial. Des de la seva creació, el comitè s'ha reunit almenys un cop l'any. En l'actualitat, JAMA afirma que el contingut de l'article s'ha d'atribuir als autors i no a l'editor.

### Il·lustracions
De 1964 a 2013, la revista va utilitzar imatges d'obres d'art en la seva portada i assajos publicats comentant sobre aquesta obra d'art. ASegons l'ex-editor de George Lundberg, aquesta pràctica va ser dissenyada per enllaçar les humanitats i la medicina. El 2013, un redisseny va moure la característica de l'art a una pàgina interior, substituint la coberta per una taula de contingut. L'objectiu del redisseny va ser estandarditzar l'aparença de totes les revistes a la xarxa JAMA.

## Editors anteriors
Les persones següents han estat editors en cap:
- Nathan S. Davis (1883–1888)
- John B. Hamilton (1889, 1893–1898)
- John H. Hollister (1889–1891)
- James C. Culbertson (1891–1893)
- Truman W. Miller (1899)
- George H. Simmons (1899–1924)
- Morris Fishbein (1924–1949)
- Austin Smith (1949–1958)
- Johnson F. Hammond (1958–1959)
- John H. Talbott (1959–1969)
- Hugh H. Hussey (1970–1973)
- Robert H. Moser (1973–1975)
- William R. Barclay (1975–1982)
- George D. Lundberg (1982–1999)
- Catherine D. DeAngelis (2000–2011)

## Resums i indexació
Aquesta revista està resumida i indexada a:
- Academic OneFile[2]
- Academic Search[2]
- BIOSIS Previews[17]
- Biological Abstracts[2]
- CAB Abstracts[18]
- Chemical Abstracts[3]
- CINAHL[19]
- Current Index to Statistics[2]
- Current Contents/Clinical Medicine[17]
- Current Contents/Life Sciences[17]
- Elsevier BIOBASE[2]
- Embase[2]
- Global Health[20]
- Index Medicus/MEDLINE/PubMed[4]
- PsychINFO[21]
- Science Citation Index[17]
- Scopus[2]
- Tropical Diseases Bulletin[22]

D'acord amb el Journal Citation Reports, la revista té un factor d'impacte de 2015 37.684, cosa que la situa en el tercer lloc de 153 revistes en la categoria "Medicina General & Interna".